# 1949 az irodalomban
Az 1949. év az irodalomban.

## Események
Magyarországon a politikai hatalomváltásban bekövetkezett ún. fordulatot 1949-ben „követte a kulturális, művészeti élet fordulata is. A különböző irodalmi csoportosulások folyóiratai megszűntek; az államosított könyvkiadás, színházak, a létrehozott egységes Írószövetség vezetésében, a Csillag, az Irodalmi Újság és az Új Hang (1952–56) szerkesztésében a párt művelődéspolitikája érvényesült.” Számos kiemelkedő szerző műveinek kiadását leállították, és ettől kezdve 1956-ig az ún. szocialista realizmus hivatalos irányzata érvényesült.

## Megjelent új művek

### Próza
- Miguel Ángel Asturias guatemalai író regénye: Hombres de maíz (Kukoricaemberek)
- Simone de Beauvoir francia egzisztencialista írónő, filozófus kétkötetes műve: A második nem (Le Deuxième Sexe), első kötet
- Jorge Luis Borges: El Aleph (Az Alef), elbeszéléskötet
- Italo Calvino: Ultimo viene il corvo (Végül arra száll egy holló), elbeszéléskötet
- Agatha Christie: A ferde ház (Crooked House)
- Alejo Carpentier kubai író regénye: El reino de este mundo (Földi királyság)
- Graham Greene novellája:  The Third Man (A harmadik)
- Knut Hamsun norvég író utolsó regénye: På gjenngrodde Stier (Benőtt ösvényeken)
- Misima Jukio regénye: Kamen no kokuhaku (Egy maszk vallomása)
- Erich Kästner: A két Lotti (Das doppelte Lottchen), ifjúsági regény
- Thomas Mann: Die Entstehung des Doktor Faustus / Roman eines Romans  (A Doktor Faustus keletkezése / Egy regény regénye)
- Robert Merle önéletrajzi ihletésű háborús regénye: Két nap az élet (Week-end à Zuydcoote)
- Vilhelm Moberg svéd író és történész leghíresebb műve, A kivándorlók című tetralógia (Utvandrarserien) első kötete. A sorozat darabjai:
  - Utvandrarna, 1949 (A kivándorlók)
  - Invandrarna, 1952 (Bevándorlók)
  - Nybyggarna, 1956 (Telepesek)
  - Sista brevet till Svergie, 1959 (Az utolsó levél Svédországba)
- George Orwell szatirikus regénye: 1984 (Nineteen Eighty-Four)
- John Dos Passos: The Grand Design (A nagy terv). A District of Columbia c. regénytrilógia (1939, 1943, 1949) harmadik könyve
- Cesare Pavese olasz író regényei:
  - Prima che il gallo canti (Mielőtt a kakas megszólal)
  - La bella estate (A szép nyár)
- Mihail Sadoveanu román író politikai regénye: Mitrea Cocor (Mitrea Kokor útja)
- Anna Seghers regényei:
  - Die Toten bleiben jung (A holtak nem vénülnek)
  - Die Hochzeit von Haiti (Haiti esküvő)
- J. R. R. Tolkien 1937-ben írt kisregénye: Farmer Giles of Ham (A sonkádi Egyed gazda)
- Mika Waltari: Mikael Hakim, történelmi regény

### Költészet
- Gottfried Benn verseskötete: Trunkene Flut (magyarul: Részeg ár vagy Mámorözön)
- Juan Ramón Jiménez spanyol költő versei: Animal de fondo (Lelkes állat)
- Octavio Paz mexikói költő, esszéíró kötete: Libertad bajo palabra
- Salvatore Quasimodo olasz költő verseskötete: La vita non è sogno címűt (Az élet nem álom)
- Nelly Sachs verseskötete: Sternverdunkelung (Csillagsötétülés)
- Edith Sitwell brit szerző válogatott verseinek gyűjteménye: The Canticle of the Rose: Selected Poems 1920–1947 (A rózsa himnusza)
- Julian Tuwim elbeszélő költeménye: Kwiaty polskie (Lengyel virágok)
- Derek Walcott verseskötete: Epitaph for the Young: Xll Cantos

### Dráma
- Albert Camus: Les Justes (Az igazak), megjelenés és bemutató
- Friedrich Dürrenmatt drámája: Romulus der Große (A nagy Romulus), bemutató
- T. S. Eliot: The Coctail Party (Koktél hatkor), bemutató az Edinburgh-i Fesztiválon
- Jean Genet színdarabja: Haute Surveillance, bemutató
- Arthur Miller: Az ügynök halála (Death of a salesman), bemutató

### Magyar irodalom
- Juhász Ferenc első lírai kötetével jelentkezik: Szárnyas csikó
- Nagy László első verseskötete: Tűnj el fájás
- Mándy Iván novellái: Vendégek a palackban
- Szabó Pál két regénye: Isten malmai és Talpalatnyi föld

## Születések
- január 12. – Murakami Haruki japán író és műfordító
- február 25. – Amin Maalouf francia nyelven alkotó libanoni író
- március 3. – Marno János József Attila-díjas író, költő, műfordító, műkritikus
- március 26. – Patrick Süskind német író és forgatókönyvíró
- május 4. – Nagy Gáspár magyar költő, prózaíró, szerkesztő († 2007)
- május 10. – Kornis Mihály magyar író, drámaíró, rendező
- június 5. – Ken Follett walesi író, aki történelmi kalandregényeket és napjainkban játszódó krimiket ír
- július 24. – Tarján Tamás magyar irodalomtörténész, dramaturg, színikritikus († 2017)
- szeptember 1. – Karinthy Márton magyar író, színházrendező és -igazgató († 2019)
- november 5. – Kántor Péter költő, műfordító
- november 6. – Lois McMaster Bujold amerikai sci-fi és fantasy író
- november 30. – Temesi Ferenc magyar író, műfordító, drámaíró, forgatókönyvíró

## Halálozások
- február 6. – Zsolt Béla, a Nyugat második nemzedékéhez sorolt író, lapszerkesztő, politikus (* 1898)
- február 11. – Axel Munthe svéd orvos, író (* 1857)
- május 6. – Maurice Maeterlinck irodalmi Nobel-díjas (1911) belga flamand származású francia nyelvű költő, esszé- és drámaíró (* 1862)
- május 17. – Balázs Béla író, költő, filmesztéta, kritikus (* 1884)
- június 10. – Sigrid Undset Nobel-díjas norvég regényíró (* 1882)
- június 19. – Vladimir Nazor horvát költő, író, műfordító, politikus, a 20. század első felének egyik legnagyobb horvát költője (* 1876)
- július 12. – Douglas Hyde ír politikus, nyelvész, folklorista, költő, drámaíró (* 1860)
- augusztus 3. – Ignotus Hugó költő, író, kritikus, a Nyugat első húsz évében a folyóirat főszerkesztője (* 1869)
- augusztus 16. – Margaret Mitchell amerikai írónő, az Elfújta a szél szerzője (* 1900)